# Hafizh Syahrin
Hafizh Syahrin Abdullah (Ampang, Selangor, 5 de mayo de 1994) es un piloto malayo de motociclismo, siendo el primer piloto del sudeste asiático en competir en la categoría de MotoGP. Actualmente compite en el Campeonato Mundial de Superbikes con el equipo MIE Racing Honda Team.

## Biografía

### Inicios
Hafizh nació en el estado de Selangor (Malasia), empezando a competir en mini motos a los 9 años. Su talento no tardo en destacar dominando la categoría poco después, cuando le pusieron el apodo «Rey de las mini motos».
En 2007 a los 13 años debutó en el campeonato malayo «Cub Prix» terminando su primer año en la categoría Yamaha LC135 como subcampeón.

### Moto2
En 2012 como piloto invitado en su Gran Premio local en Malasia terminó en cuarta posición, que finalmente se convirtió en un tercer puesto tras la descalificación de Anthony West por dopaje.
En 2013 realizó más apariciones como piloto invitado puntuando nuevamente en el Gran Premio de Malasia de 2012.

## Resultados

### Campeonato del Mundo de Motociclismo
Sistema de puntuación de 1993 hasta 2022:
| Posición | 1.º | 2.º | 3.º | 4.º | 5.º | 6.º | 7.º | 8.º | 9.º | 10.º | 11.º | 12.º | 13.º | 14.º | 15.º |
| Puntos   | 25  | 20  | 16  | 13  | 11  | 10  | 9   | 8   | 7   | 6    | 5    | 4    | 3    | 2    | 1    |

#### Por temporada
| Año     | Cat.   | Moto     | Equipo                     | N.º   | Carreras | Victorias | Podios | Poles | V.Ráp. | Pts. | Pos. |
| ------- | ------ | -------- | -------------------------- | ----- | -------- | --------- | ------ | ----- | ------ | ---- | ---- |
| 2011    | Moto2  | Moriwaki | Petronas Malaysia          | 86    | 1        | 0         | 0      | 0     | 0      | 0    | NC   |
| 2012    | Moto2  | FTR      | Petronas Raceline Malaysia | 86    | 1        | 0         | 1      | 0     | 1      | 16   | 23.º |
| 2013    | Moto2  | Kalex    | Petronas Raceline Malaysia | 55    | 4        | 0         | 0      | 0     | 0      | 1    | 29.º |
| 2014    | Moto2  | Kalex    | Petronas Raceline Malaysia | 55    | 18       | 0         | 0      | 0     | 0      | 42   | 19.º |
| 2015    | Moto2  | Kalex    | Petronas Raceline Malaysia | 55    | 18       | 0         | 0      | 0     | 0      | 64   | 16.º |
| 2016    | Moto2  | Kalex    | Petronas Raceline Malaysia | 55    | 18       | 0         | 0      | 0     | 0      | 118  | 9.º  |
| 2017    | Moto2  | Kalex    | Petronas Raceline Malaysia | 55    | 18       | 0         | 2      | 0     | 0      | 106  | 10.º |
| 2018    | MotoGP | Yamaha   | Monster Yamaha Tech 3      | 55    | 18       | 0         | 0      | 0     | 0      | 46   | 16.º |
| 2019    | MotoGP | KTM      | Red Bull KTM Tech 3        | 55    | 19       | 0         | 0      | 0     | 0      | 9    | 23.º |
| 2020    | Moto2  | Speed Up | Aspar Team Moto2           | 55    | 14       | 0         | 0      | 0     | 0      | 21   | 21.º |
| 2021    | Moto2  | NTS      | NTS RW Racing GP           | 55    | 17       | 0         | 0      | 0     | 0      | 9    | 28.º |
| Total   | Total  | Total    | Total                      | Total | 146      | 0         | 3      | 0     | 1      | 432  |      |
| Fuente: |        |          |                            |       |          |           |        |       |        |      |      |

#### Por categoría
| Cat.   | Año                  | 1.º Gran Premio | 1.º Podio    | 1.º Victoria | Carreras | Victorias | Podios | Poles | V.Ráp. | Pts. | CM |
| ------ | -------------------- | --------------- | ------------ | ------------ | -------- | --------- | ------ | ----- | ------ | ---- | -- |
| Moto2  | 2011–2017, 2020-2021 | Malasia 2011    | Malasia 2012 |              | 109      | 0         | 3      | 0     | 1      | 377  | 0  |
| MotoGP | 2018-2019            | Catar 2018      |              |              | 37       | 0         | 0      | 0     | 0      | 55   | 0  |
| Total  | 2011–2021            |                 |              |              | 146      | 0         | 3      | 0     | 1      | 432  | 0  |

#### Carreras por año
(Carreras en negrita indica pole position, carreras en cursiva indica vuelta rápida)
| Año  | Cat.   | Moto     | 1       | 2      | 3       | 4      | 5       | 6       | 7       | 8       | 9      | 10      | 11      | 12     | 13      | 14     | 15     | 16      | 17      | 18      | 19     | Pos. | Pts. |
| ---- | ------ | -------- | ------- | ------ | ------- | ------ | ------- | ------- | ------- | ------- | ------ | ------- | ------- | ------ | ------- | ------ | ------ | ------- | ------- | ------- | ------ | ---- | ---- |
| 2011 | Moto2  | Moriwaki | QAT     | ESP    | POR     | FRA    | CAT     | GBR     | NED     | ITA     | GER    | CZE     | IND     | RSM    | ARA     | JPN    | AUS    | MAL 20  | VAL     |         |        | NC   | 0    |
| 2012 | Moto2  | FTR      | QAT     | ESP    | POR     | FRA    | CAT     | GBR     | NED     | GER     | ITA    | IND     | CZE     | RSM    | ARA     | JPN    | MAL 3  | AUS     | VAL     |         |        | 23.º | 16   |
| 2013 | Moto2  | Kalex    | QAT     | AME    | ESP     | FRA 21 | ITA     | CAT 18  | NED     | GER     | USA    | IND     | CZE     | GBR    | RSM     | ARA    | MAL 15 | AUS     | JPN     | VAL Ret |        | 29.º | 1    |
| 2014 | Moto2  | Kalex    | QAT 15  | AME 15 | ARG 20  | ESP 21 | FRA 15  | ITA 25  | CAT Ret | NED 10  | GER 18 | IND 7   | CZE 13  | GBR 8  | RSM 20  | ARA 11 | JPN 8  | AUS Ret | MAL Ret | VAL 16  |        | 19.º | 42   |
| 2015 | Moto2  | Kalex    | QAT 12  | AME 6  | ARG 10  | ESP 12 | FRA 9   | ITA Ret | CAT 14  | NED 15  | GER 16 | IND Ret | CZE 14  | GBR 16 | RSM 18  | ARA 7  | JPN 5  | AUS 16  | MAL 8   | VAL Ret |        | 16.º | 64   |
| 2016 | Moto2  | Kalex    | QAT 4   | ARG 6  | AME 16  | ESP 11 | FRA 8   | ITA 5   | CAT 4   | NED Ret | GER 7  | AUT 21  | CZE 6   | GBR 4  | RSM 7   | ARA 14 | JPN 13 | AUS Ret | MAL 5   | VAL 15  |        | 9.º  | 118  |
| 2017 | Moto2  | Kalex    | QAT Ret | ARG 10 | AME 11  | ESP 13 | FRA 11  | ITA 12  | CAT 9   | NED 8   | GER 11 | CZE 15  | AUT 10  | GBR 17 | RSM 2   | ARA 16 | JPN 3  | AUS 16  | MAL 6   | VAL 6   |        | 10.º | 106  |
| 2018 | MotoGP | Yamaha   | QAT 14  | ARG 9  | AME Ret | ESP 16 | FRA 12  | ITA 12  | CAT Ret | NED 18  | GER 11 | CZE 14  | AUT 16  | GBR C  | RSM 19  | ARA 18 | THA 12 | JPN 10  | AUS Ret | MAL 10  | VAL 10 | 16.º | 46   |
| 2019 | MotoGP | KTM      | QAT 20  | ARG 16 | AME 18  | SPA 19 | FRA 14  | ITA Ret | CAT Ret | NED 15  | GER 16 | CZE Ret | AUT Ret | GBR 13 | RSM 15  | ARA 21 | THA 20 | JPN 19  | AUS 15  | MAL 16  | VAL 15 | 23.º | 9    |
| 2020 | Moto2  | Speed Up | QAT 19  | SPA 6  | AND Ret | CZE 9  | AUT Ret | EST     | RSM Ret | ERM 19  | CAT 18 | FRA 15  | ARA 19  | TER 13 | EUR Ret | VAL 19 | POR 21 |         |         |         |        | 21.º | 21   |
| 2021 | Moto2  | NTS      | QAT Ret | DOH 21 | POR 18  | SPA 17 | FRA 15  | ITA 9   | CAT 20  | GER 17  | NED 23 | EST Ret | AUT 18  | GBR 21 | ARA 19  | RSM 18 | AME 20 | ERM     | ALG 18  | VAL 15  |        | 28.º | 9    |

### Campeonato Mundial de Superbikes

#### Por temporada
| Año   | Moto              | Equipo                | Carreras | Victorias | Podios | Poles | V.Rap. | Pts. | Pos.  |
| ----- | ----------------- | --------------------- | -------- | --------- | ------ | ----- | ------ | ---- | ----- |
| 2022  | Honda CBR1000RR-R | MIE Racing Honda Team | 6        | 0         | 0      | 0     | 0      | 0*   | 23.º* |
| Total |                   |                       | 6        | 0         | 0      | 0     | 0      | 0    |       |

- * Temporada en curso.

#### Carreras por año
(Carreras en negrita indica pole position, carreras en cursiva indica vuelta rápida).
| Año  | Moto  | 1      | 1      | 1      | 2      | 2      | 2      | 3   | 3   | 3   | 4   | 4   | 4   | 5   | 5   | 5   | 6   | 6   | 6   | 7   | 7   | 7   | 8   | 8   | 8   | 9   | 9   | 9   | 10  | 10  | 10  | 11  | 11  | 11  | 12  | 12  | 12  | Pos.  | Pts. |
| Año  | Moto  | R1     | CS     | R2     | R1     | CS     | R2     | R1  | CS  | R2  | R1  | CS  | R2  | R1  | CS  | R2  | R1  | CS  | R2  | R1  | CS  | R2  | R1  | CS  | R2  | R1  | CS  | R2  | R1  | CS  | R2  | R1  | CS  | R2  | R1  | CS  | R2  | Pos.  | Pts. |
| ---- | ----- | ------ | ------ | ------ | ------ | ------ | ------ | --- | --- | --- | --- | --- | --- | --- | --- | --- | --- | --- | --- | --- | --- | --- | --- | --- | --- | --- | --- | --- | --- | --- | --- | --- | --- | --- | --- | --- | --- | ----- | ---- |
| 2022 | Honda | SPA 21 | SPA 22 | SPA 20 | NED 20 | NED 22 | NED 17 | POR | POR | POR | ITA | ITA | ITA | GBR | GBR | GBR | CZE | CZE | CZE | FRA | FRA | FRA | SPA | SPA | SPA | POR | POR | POR | ARG | ARG | ARG | INA | INA | INA | AUS | AUS | AUS | 23.º* | 0*   |

- * Temporada en curso.

### Copa Mundial de Turismos
(Clave) (negrita indica pole position) (cursiva indica vuelta rápida)

| Año  | Equipo                | Auto              | 1   | 2   | 3   | 4   | 5   | 6   | 7   | 8   | 9   | 10  | 11  | 12  | 13  | 14  | 15  | 16  | 17  | 18  | 19  | 20  | 21  | 22  | 23  | 24  | 25  | 26  | 27  | 28  | 29  | 30  | Pos. | Pts. |
| ---- | --------------------- | ----------------- | --- | --- | --- | --- | --- | --- | --- | --- | --- | --- | --- | --- | --- | --- | --- | --- | --- | --- | --- | --- | --- | --- | --- | --- | --- | --- | --- | --- | --- | --- | ---- | ---- |
| 2019 |                       |                   | MAR | MAR | MAR | HUN | HUN | HUN | SVK | SVK | SVK | NED | NED | NED | ALE | ALE | ALE | POR | POR | POR | CHN | CHN | CHN | JAP | JAP | JAP | MAC | MAC | MAC | MYS | MYS | MYS | -    | -    |
| 2019 | Hyundai Team Engstler | Hyundai i30 N TCR |     |     |     |     |     |     |     |     |     |     |     |     |     |     |     |     |     |     |     |     |     |     |     |     |     |     |     | 25  | 22  | 15  | -    | -    |